# Divaldo Mbunga
Hermenegildo Divaldo Pedro Mieze Mbunga , né le 4 septembre 1985 à Luanda, en Angola, est un joueur angolais de basket-ball, évoluant au poste de pivot.

## Carrière
Il remporte la médaille d'or des Jeux africains de 2015.